# Sara Nieto
Sara Nieto (Montevideo, 1948) es una bailarina, maestra, coreógrafa y directora de ballet uruguaya.

## Biografía
Desde los tres años estudió ballet y a los ocho sus padres la anotaron en la Escuela de Danza del SODRE, permaneciendo allí hasta 1962 año en que el instituto cerró sus puertas. Continuó su formación con el maestro Eduardo Ramírez, posteriormente sería su director y partenaire.
Con quince años de edad ingresó en el cuerpo de baile del Ballet Nacional Sodre (BSN) ballet oficial del Uruguay, teniendo a los dieciséis años su primer papel protagónico en El Cascanueces como Hada de los Confites.
En 1972, luego de casarse y tener dos hijos, se convirtió en Primera Bailarina de esa compañía, pero el SODRE se incendió poniendo en crisis a la ambientación del ballet y dejando al país sin una sala para practicarlo.
Luego de su primer Giselle de 1980 junto a su familia se trasladó a Chile invitada por el Teatro Municipal de Santiago, como figura principal, convirtiéndose en Primera Bailarina Estrella luego de seis años de permanencia.

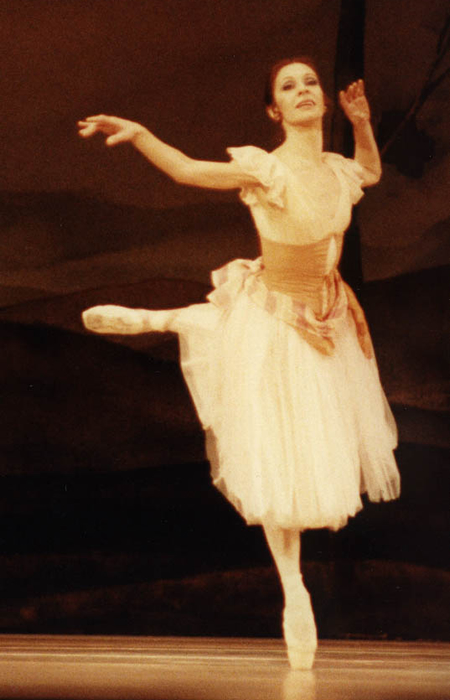
Sara Nieto en Giselle.

También bailó con el Cincinnati Ballet, Kentucky Ballet, New Orleans Ballet de EE. UU., así como con el Ballet Nacional de Cuba.
Como bailarina realizó numerosas presentaciones junto a reconocidos artistas internacionales siendo en más de cien ballets primera bailarina, en más de 1.500 funciones. Su última presentación fue en 1996 en el Teatro Solís de Montevideo, fecha en que se retiró del ballet como bailarina.
Ocupó varios cargos culturales y diplomáticos. Primero en 1991 el gobierno uruguayo la nombró agregada cultural de su país en Chile y lo ocupó hasta 2008. Además fue directora de la Escuela Nacional de Danza uruguaya durante seis años.
En 1997 fundó su Academia de Baile en Chile, donde también ejerce como profesora.Actualmente es la más grande de Chile, con más de 300 alumnos.
En el 2006 hasta el 2008 dirigió la compañía Ballet Argentino de  Julio Bocca incluyendo giras por Europa y Norteamérica.
Recibió numerosos premios en Uruguay y Chile, y fue seleccionada junto a otras personalidades para integrar el acervo vivo del Teatro Solís de Montevideo.
En 2010,2013 y 2023 fue elegia entre las "100 Mujeres Líderes de Chile", Premio otorgado por el Diario El Mercurio. Además en 2023 recibió el honor de ser "100 Líderes Mayores de Chile".
En 2010 monta Giselle para el Ballet Nacional Sodre de Uruguay, dirigido por Julio Bocca, presentado 10 funciones con éxito de público y crítica.Lo repite en 2015.
En 2012 funda el nuevo Ballet Teatro Nescafé de las Artes en Santiago, Chile, compañía que presenta ese año Pedrito y el lobo y en diciembre Cascanueces, en la que participan 50 bailarines en más de diez funciones. En julio de 2013 presenta el tercer programa de la compañía, una nueva versión de Coppelia con 35 bailarines profesionales de Chile y extranjeros.
En 2015 presenta su versión de La Cenicienta, con música de Johann Strauss (h), recibiendo el Premio de la Crítica de Chile al mejor ballet del año. En 2018 estrena su versión de "Alicia en el País de las Maravillas", con música de Chaikovski y una escenografía con pantallas gigantes led, con gran éxito de público y crítica.
En diciembre de 2019 presenta una nueva producción de su coreografía de El Cascanueces diseñada por Germán Droghetti, con pantallas gigantes led. Actualización de esta creación que ya ha sido vista por más de 160.000 espectadores en 140 funciones.
En julio de 2023 estrena un original programa: "El Maravilloso Mundo del Ballet", con su compañía en el Teatro Nescafé, presentando escenas de los grandes clàsicos, con gran éxito de público.
En 2024 estrena su versión del Segundo Acto de "El Lago de Los Cisnes"

## Repertorio
Su repertorio como bailarina incluye más de 100 ballets clásicos, modernos y contemporáneos. Bailó prácticamente todos los clásicos en varias versiones: 'El Lago de los  Cisnes, Cascanueces, La Bella Durmiente, Giselle, La Fierecilla Domada , Romeo y Julieta, La Fille mal Gardee, La Viuda Alegre, Rosalinda, La Sylphide, Coppelia, Don Quijote, Eugenio Onegin, Papillon, Los Tres Mosqueteros, La Dama De las Camelias, La Cenicienta , Ana Karenina, Macbeth, Las Desventuras del Diablo, Espartaco, Serenade, El Pájaro de Fuego, Carmen, El Combate, El Niño Brujo, Nuestros Valses entre muchas otras como Primera Bailarina.
Varios ballets  de Ben Stevenson, André Prokovsky, Vicente Nebrada, Hilda Riveros y otros fueron estrenos mundiales creados especialmente para ella

## Premios y distinciones

### En Chile
- Círculo de Críticos de Arte 1985 y 1995
- Programa Éxito (1987,1988,1989)
- Gigante (1989)
- Confederación del Comercio (1990)
- Bailarina de la Década (Revista Wiken. El Mercurio, 1989)
- Municipalidad de Puerto Montt (1996)
- Medalla de la Ciudad de Santiago, Municipalidad de Santiago (1996)
- Medalla Gabriela Mistral, Municipalidad de la Reina (1996)
- Premio Editorial Los Andes, Arte y Cultura (1996)
- Premio Municipalidad de San Antonio (1997)
- Premio Municipalidad de Viña del Mar (1998)
- Premio Colegio Melipilla (2001)
- Distinción Universidad Playa Ancha – Valparaíso (2002)
- Mujer destacada “HELENA RUBINSTEIN” (Educadora y ejecutiva) (2002)
- Medalla MUJER DE SANTIAGO (2004)
- Premio a la Trayectoria en danza. Cincuentenario del Círculo de Críticos de Arte de Chile (2005)
- Premio Ernst Uthoff a la Trayectoria. Comité de Danza del Instituto Chileno- Norteamericano (2005)
- Premio a la Trayectoria. Otorgado por la Ilustre Municipalidad de Las Condes (2006)
- 100 Mujeres Líderes del Bicentenario (El Mercurio – Mujeres Empresarias- 2010)
- Premio a la Trayectoria – Bicentenario (APES- Asociación de Periodistas de Espectáculos) – 2010
- 100 Mujeres Líderes (El Mercurio – Mujeres Empresarias- 2013)
- Premio del Círculo de Críticos al ballet de año(coreografía) - 2015
- Distinción Municipalidad de Rancagua - 2021
- Distinción Municipalidad de Peñaflor - 2021
- 100 Mujeres Líderes (El Mercurio – Mujeres Empresarias- 2023)
- Distinción Municipalidad de Rancagua - 2023
- Distinción Municipalidad de Huechuraba - 2023
- 100 Líderes Mayores 2023 (El Mercurio- U.Católica)

### En Uruguay
- Revelación del año (Diario El País, 1971)
- Bailarina del Año (Diario El País, 1976)
- Medalla Gabriela Mistral, por su relevante trayectoria y aporte a la integración chileno-uruguaya (Embajada de Chile, 1991)
- Ciudadana Ilustre, Intendencia Municipal de Montevideo (1996).
- Asociación de Amigos del Ballet (1996).
- Ministerio de Educación y Cultura (1996).
- Ministerio de Relaciones Exteriores (1996).
- Homenaje del Presidente de Chile Ricardo Lagos, por su contribución a estrechar lazos de amistad entre Chile y Uruguay (2006).
- Reapertura Teatro Solís. Homenaje del Intendente a una de las tres mujeres representantes de las artes (2004).
- Participante del proyecto Acervo Vivo del Teatro Solís, como personalidad relevante del ballet (2005).
- Premio Alas(2011)
- Sello de Correos Oficial(2013).